# Nhà thờ Thánh Peirio
Nhà thờ Thánh Peirio là một nhà thờ nhỏ được xây dựng theo lối kiến trúc Trung cổ, ở Rhosbeirio, Anglesey, Bắc Wales. Không rõ có phải nhà thờ được lập nên ở địa điểm hiện nay hay không, nhưng người ta nói rằng nhà thờ được thành lập từ năm 605.  Cấu trúc hiện nay của nhà thờ, có vẻ như là từ thế kỷ thứ 15, đã được tu bổ và nâng cấp vào thế kỷ 18 và 19.  Hiện nay nhà thờ đã dừng hoạt động và đóng cửa từ vài năm trước.
Nhà thờ là Di tích hạng II, danh hiệu quốc gia dành cho những di tích là "những tòa nhà được chú ý đặc biệt, điều này đảm bảo rằng người ta sẽ làm mọi việc để bảo quản nó", vì nó là một nhà thờ "thôn quê, đơn giản, và xây dựng vào thời Trung cổ" và vẫn bảo tồn được "nhiều giá trị bản xử" dù có nhiều thay đổi. Một nhà văn thế kỷ 19 nói rằng "một trong những tòa nhà khiêm tốn nhất của Anglesey", và "không có chi tiết kiến trúc nào đủ xứng đáng để miêu tả."

## Lịch sử và vị trí
Ngày xây dựng nhà thờ ở địa điểm hiện nay không được biết tới, tuy nhiên, một nhà văn sống ở thế kỷ 19 nói rằng nhà thờ được xây dựng từ năm 605. Không phần nào của nhà thờ từ thời đó còn tồn tại tới bây giờ; bức tường của nhà thờ hiện tại được một linh mục và học giả sống ở thế kỷ 19 Harry Longueville Jones cho biết, rằng  "có lẽ không được xây dựng trước thế kỷ 15". Việc tu bổ một vài phần của nhà thờ diễn ra vào năm 1812. Sau đó nhà thờ lại được sửa chữa và cất thêm mái vào cuối thế kỷ 19. Việc khôi phục này được tài trợ bởi Lãnh chúa Stanley của Alderley, một người đã cải đạo sang đạo Hồi và là người bảo hộ cho nhà thờ. Những người quyên góp để phục dựng nhà thờ yêu cầu phải thêm một số chi tiết Hồi giáo vào những nơi được khôi phục. Tại nhà thờ Thánh Peirio, cửa sổ có nhiều cấu trúc hình học là kết quả của việc tu sửa. Công việc tương tự cũng diễn ra vào năm 1867 ở nhà thờ gần đó Nhà thờ Thán Mary, Bodewryd.
Nhà thờ Thánh Peirio được xây dựng trên một khu đất thánh ở vùng thôn quê của Anglesey, trên đường đi từ Llanfechell đến Bodewryd, nó nằm ở phía bắc của hòn đảo, và gần nhiều rặng cây.  Nó cách Nhà thờ Thánh Mechell, Llanfechell khoảng 2,25 kilômét (1,40 mi)  (nhà thờ mà hiện nay vẫn đang được sử dụng), và đã từng là giáo khu thuộc Nhà thờ Thánh Eilian, Llaneilian. Trong cuốn sách viết về lịch sử Anglesey của bà, được xuất bản năm 1833, học giả người xứ Wales Angharad Llwyd viết rằng "lâu dài cổ kính nhỏ nhắn" cách Rhosbeirio một khoảng cách khá xa, và buổi lễ chỉ diễn ra vào Chủ nhật thứ ba trong tháng. Vào thời gian sách hướng dẫn về những nhà thờ ở Anglesey xuất bản năm 2006, nhà thờ đã bị đóng cửa và cửa sổ đã bị niêm phong; và nó cũng viết rằng cấu trúc gạch xếp vẫn ở trong tình trạng tốt.

## Kiến trúc và trang trí

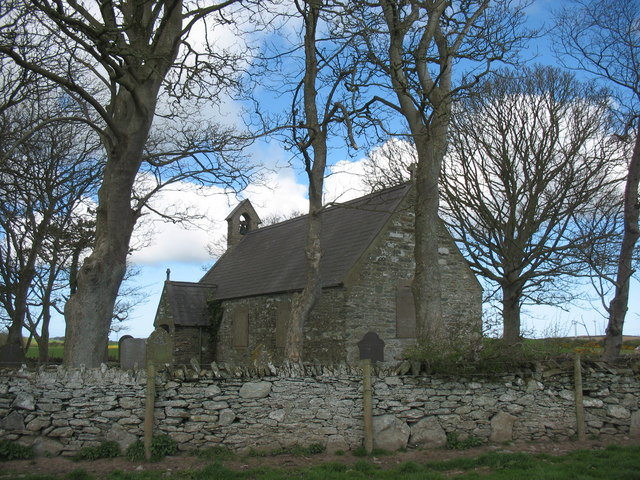
Mặt Tây Nam của nhà thờ, cửa vào ở phía bên trái

Nhà thờ được xây từ đá xếp có điểm đá khối, với mái lợp đá đen, và một tháp chuông ở rìa phía Tây ngoài ra còn có thánh giá làm bằng đá ở trên cổng vào và mái thánh điện. Cột rầm đỡ mái có thể nhìn thấy ở bên trong nhà thờ. Bức tường của nhà thờ được đánh giá là "rất có thể có từ trước thế kỷ 15". Không có tường ngăn giữa gian chính và thánh điện, cả nhà thờ dài 36 foot (11 m) và rộng 13 foot 9 inch (4,19 m). Cổng nhà thờ, nằm ở giữa bức tường phía Tây và phía Nam, được xây dựng trong quá trình cải tạo ở thế kỷ 19. Có một cửa sổ ở bức tường phía Bắc và hai cửa sổ ở bức tường phía Nam, tất cả đều là cửa sổ đơn với khung cửa hình hộp chữ nhật; cửa sổ phía Đông là cửa sổ đôi (cửa sổ vòm thẳng đứng).  Tất cả cửa sổ đều được xây thêm vào cuối thế kỷ 19. Bình đựng nước thánh trong nhà thờ được làm từ thế kỷ 12. Có một bia tưởng niệm làm bằng đồng thau ghi tên ba người mất từ thập niên 1640. Cuộc khảo sát năm 1937 của Ủy ban Hoàng gia về đồ cổ và di tích lịch sử ở Wales và Monmouthshire ghi lại nhà thờ sở hữu một chén bạc làm từ năm 1630 và khay bạc làm từ năm 1784–85. Sân nhà thờ giờ đây có vài bia mộ trong đó có một vài bia mới có từ thập niên 1980 và 1990.

## Đánh giá
Nhà thờ được công nhận là di tích cấp quốc gia và được bảo vệ theo quy định của luật pháp vì nó đã được công nhận là di tích cấp II  – cấp thấp nhất trong ba cấp di tích, chỉ định "những tòa nhà cần được quan tâm đặc biệt, điều này đảm bảo rằng người ta sẽ làm mọi việc để bảo quản nó". Nhà thờ được trao danh hiệu này ngày 12 tháng 5 năm 1970, và được miêu tả là "dân dã, đơn giản, và xây dựng vào thời Trung cổ". Cadw (Ủy ban chịu trách nhiệm bảo quản và phong cấp di tích lịch sử của Chính phủ xứ Wales) cũng nói rằng  "nó vẫn bảo quản được nhiều giá trị bản xứ", dù đợt tu bổ vào thế kỷ 19.
Trong một cuốn sách xuất bản năm 1861, Harry Longueville Jones nói về nhà thờ Thánh Peirio là "một trong những tòa nhà khiêm tốn nhất của Anglesey". Ông cũng nói thêm rằng "không có chi tiết kiến trúc nào đủ xứng đáng để miêu tả."